# Договорът в куфарчето (2017)
Договорът в куфарчето (2017) (на английски: WWE Money in the Bank 2017) е кеч pay-per-view (PPV) турнир и WWE Network събитие, продуцирано от WWE за марката Разбиване. Провежда се на 19 юни 2017 в Scottrade Center в Сейнт Луис, Мисури. Това е осмото събитие в хронологията на Договорът в куфарчето.
Седем мача се провеждат по време на събитието, включително един в предварителното шоу. В главния мач, Барън Корбин печели титулярния мач със стълби за Договорът в куфарчето. Преди този мач, Джиндър Махал побеждава Ренди Ортън, запазвайки своята Титла на WWE, а Кармела печели противоречиво първия женски мач със стълби за Договорът в куфарчето. Събитието е известно и със завръщането на Мария Канелис, която се бие последно в WWE през 2010, и дебюта в WWE на съпруга ѝ Майк Канелис.

## Продукция

### Заден план
Турнирът на WWE, Договорът в куфарчето се различава с мача със същото име, в който определен брой мъже използват стълби, за да вдигнат куфарче, закачено над ринга. Победителят получава гарантиран мач за световна титла, когато той пожелае до следващата година; Договорът за 2017 е с мач за Титлата на WWE, тъй като турнира е на марката Разбиване. За първи път в историята на събитието, турнира на 2017 включва женски мач със стълби за Договорът в куфарчето с мач за Титлата при жените на Разбиване.

### Сюжети
Събитието включва мачове, получени от сценични сюжети и имат резултати, предварително решени от WWE и марката Разбиване, една от марковите дивизии на WWE. Сюжетите се продуцират по седмичното телевизионно шоу на WWE, Разбиване на живо.
На Ответен удар, Джиндър Махал побеждава Ренди Ортън, печелейки своята първа Титла на WWE с помощта на Братята Синг (Самил и Сунир Синг). На следващия епизод Разбиване, е обявено, че реванша за титлата на Ортън срещу Махал ще се проведе на Договорът в куфарчето. В същото шоу, Махал отпразнува своята победа в стил Пунджаби. На следващата седмица, Ортън твърди, че ще стане 14-кратен световен шампион в родния си град на Договорът в куфарчето, преди да бъде прекъснат от Махал на екрана. В следващия епизод, след като Махал побеждава Моджо Роули, той казва, че Ортън няма да стане шампион отново. По-късно, Ортън казва, че в разговори по телефона с Рик Светкавицата, Харли Рейс и „Каубой“ Боб Ортън му казват, да остави Махал да говори, а Ортън да действа. В последния епизод Разбиване преди Договорът в куфарчето, Махал приканва Ортън. След като се пуска музиката на Ортън, Синг напускат ринга, за да го посрещнат, но Ортън се появява в гръб и прави RKO на Махал, избягвайки в публиката.
Като традиция, победителят на Мача със стълби за Договорът в куфарчето получава договор с мач за световна титла по всяко време за една година откакто е спечелен Договорът през 2017 е за Титлата на WWE. В епизода на 23 май, Пълномощника Шейн Макмеън обявява петте участници в мача за 2017: Ей Джей Стайлс, Шинске Накамура, Долф Зиглър, Сами Зейн и Барън Корбин. Веднага след обявяването, Шампиона на Съединените щати на WWE Кевин Оуенс твърди, че той заслужава да бъде участник в мача, след успешната заложба на неговата титла срещу Стайлс на Ответен удар. Шейн послушва Оуенс и го добавя като шестия участник в мача. След това Зейн побеждава Корбин в реванш от Ответен удар, а Стайлс и Накамура побеждават Оуенс и Зиглър. На следващата седмица, Накамура е гост в рубриката на Оуенс, Незабрави моменти. Прекъснати са прекъснати от Корбин, и двамата нападат Накамура, но Зейн излиза на ринга, което води до отборен мач, където Зейн и Накамура побеждават Оуенс и Корбин. По-късно в шоуто, Зиглър побеждава Стайлс. На следващия епизод, Стайлс побеждава Зиглър, а Накамура побеждава Оуенс. Също в шоуто, Корбин напада Зейн зад кулисите и по-късно атакува Накамура с Края на дните след мача му. Моджо Роули също получава шанс за участие в мача със стълби, ако победи шампиона на WWE Джиндър Махал, от който губи. На следващата седмица, Стайлс, Накамура и Зейн побеждават Корбин, Оуенс и Зиглър. След мача, всички се сбиват и накрая Накамура е единствения оцелял, заставайки върху стълба.
На Ответен удар, Приветстващия комитет (Наталия, Кармела, и Тамина) побеждава Шарлът Светкавицата, Беки Линч и Шампионката при жените на Разбиване Наоми в отборен мач между шест жени. На следващия епизод Разбиване, Светкавицата и Линч побеждават Наталия и Кармела. По-късно зад кулисите, Наталия настоява от Пълномощника Шейн Макмеън за мач за Титлата при жените на Разбиване, последвана от Кармела, Линч, Тамина и Светкавицата, които също твърдят, че заслужават мач за титлата. Тогава Шейн урежда елиминационен мач Фатална петорка между петте за следващия епизод, победителката в който ще се бие за титлата на Договорът в куфарчето. Преди мача да започне, обаче, всички започват да се атакуват взаимно, което прекратява мача. Тогава, Шейн урежда първия женски мач със стълби за Договорът в куфарчето между петте, победителката в който получава договор с мач за Титлата при жените на Разбиване. На следващата седмица, Лана се появява за пръв път, откакто е преместена в марката по време на Суперзвездното разменяне, и настоява да бъде добавена в мача за Договорът в куфарчето. Пълномощника Шейн Макмеън, обаче не я добавя, тъй като трябва да получи тази възможност. Тогава Лана се заяжда с шампионката при жените на Разбиване Наоми и казва, че може да я победи. По-късно Наоми, Линч и Светкавицата са победени от Наталия, Кармела и Тамина в реванш от Ответен удар, след като Лана се намесва, коствайки на Наоми да бъде туширана от Тамина. Впоследствие Наоми настоява за мач срещу Лана на Договорът в куфарчето. Тогава Шейн го прави официален, след като Наоми предлага да заложи своята титла. На следващата седмица, Наоми побеждава Тамина, но Лана я напада.
На Ответен удар, Братя Усо (Джей и Джими Усо) запазват своите Отборни титли на Разбиване срещу Брийзанго (Фанданго и Тайлър Брийз), и отново в реванш на следващия епизод на Разбиване. В епизода на 30 май, Усо твърдят, че нямаще отбор, който може да ги победи. Тогава са прекъснати от Нов ден (Големият И, Кофи Кингстън и Ксавиер Уудс), правейки своята първа поява в Разбиване откакто са преместени в марката по време на Суперзвездното разменяне. Мач между отборите е уреден за Договорът в куфарчето. На следващата седмица, след като Нов ден побеждават Братя Колон (Примо и Епико), Усо излизат на сцената и започват да обиждат Нов ден. Нов ден и Брийзанго побеждават Усо и Колон на последния епизод Разбиване преди Договорът в куфарчето.
На 13 декември 2016, в епизода Разбиване, Хайп брос (Моджо Роули и Зак Райдър) печелят кралска битка, получавайки мач за Отборните титли на Разбиване, но по време на мача, Райдър контузва своето коляно, отсъствайки шест месеца. В епизода на 13 юни, Райдър се появява зад кулисите и се съюзява отново с Роули. Впоследствие, на Говорейки направо, двамата казват, че според тях те все още заслужават мач за титлите, след като не са получили такъв. Три дни по-късно, се урежда мач между двамата и Братя Колон (Примо и Епико) за предварителното шоу на Договорът в куфарчето.

## Резултати
| №                                                                                     | Резултати | Правила                                                                          | Време |
| ------------------------------------------------------------------------------------- | --- | -------------------------------------------------------------------------------- | ----- |
| 1П                                                                                    | Хайп брос (Зак Райдър и Моджо Роули) побеждават Братя Колон (Примо Колон и Епико Колон)                               | Отборен мач                                                                      | 8:30  |
| 2                                                                                     | Кармела (с Джеймс Елсуърт) побеждава Шарлът Светкавицата, Наталия, Тамина и Беки Линч                                 | Мач със стълби за Договорът в куфарчето с мач за Титлата при жените на Разбиване | 13:20 |
| 3                                                                                     | Нов ден (Големият И и Кофи Кингстън) (с Ксавиер Уудс) побеждават Братя Усо (Джей Усо и Джими Усо) (ш) чрез отброяване | Отборен мач за Отборните титли на Разбиване                                      | 12:00 |
| 4                                                                                     | Наоми (ш) побеждава Лана чрез предаване                                                                               | Индивидуален мач за Титлата при жените на Разбиване                              | 7:30  |
| 5                                                                                     | Джиндър Махал (ш) (със Братя Синг) побеждава Ренди Ортън                                                              | Индивидуален мач за Титлата на WWE                                               | 20:50 |
| 6                                                                                     | Брийзанго (Фанданго и Тайлър Брийз) побеждават Възкачване (Конър и Виктор)                                            | Отборен мач                                                                      | 3:50  |
| 7                                                                                     | Барън Корбин побеждава Ей Джей Стайлс, Шинске Накамура, Долф Зиглър, Сами Зейн и Кевин Оуенс                          | Мач със стълби за Договорът в куфарчето с мач за Титлата на WWE                  | 29:45 |
| - (ш) – указва шампиона/шампионите в мача - П – показва, че мача се случи преди шоуто | |                                                                                  |       |